# MotoGP San Marinó-i nagydíj
A MotoGP San Marinó-i nagydíja a MotoGP egy versenye, melyet 1981-től 1993-ig, valamint 2007-től kezdődően eddig összesen 14 alkalommal rendeztek meg.

## Az eddigi győztesek
| Év   | Helyszín | MotoE                     | MotoE                      | Moto3                  | Moto2                     | MotoGP                     | Összefoglaló |
| Év   | Helyszín | Verseny 1                 | Verseny 2                  | Moto3                  | Moto2                     | MotoGP                     | Összefoglaló |
| ---- | -------- | ------------------------- | -------------------------- | ---------------------- | ------------------------- | -------------------------- | ------------ |
| 2024 | Misano   | Mattia Casadei (Ducati)   | Óscar Gutiérrez (Ducati)   | Ángel Piqueras (Honda) | Ogura Ai (Boscoscuro)     | Marc Márquez (Ducati)      | Összefoglaló |
| 2023 | Misano   | Mattia Casadei (Ducati)   | Nicholas Spinelli (Ducati) | David Alonso (Gas Gas) | Pedro Acosta (Kalex)      | Jorge Martín (Ducati)      | Összefoglaló |
| 2022 | Misano   | Mattia Casadei (Energica) | Matteo Ferrari (Energica)  | Dennis Foggia (Honda)  | Alonso López (Boscoscuro) | Francesco Bagnaia (Ducati) | Összefoglaló |
| 2021 | Misano   | Jordi Torres (Energica)   | Matteo Ferrari (Energica)  | Dennis Foggia (Honda)  | Raúl Fernández (Kalex)    | Francesco Bagnaia (Ducati) | Összefoglaló |
| 2020 | Misano   | Matteo Ferrari (Energica) | N/A                        | John McPhee (Honda)    | Luca Marini (Kalex)       | Franco Morbidelli (Yamaha) | Összefoglaló |
| 2019 | Misano   | Matteo Ferrari (Energica) | Matteo Ferrari (Energica)  | Szuzuki Tacuki (Honda) | Augusto Fernández (Honda) | Marc Márquez (Honda)       | Összefoglaló |

| Év   | Helyszín | Moto3                       | Moto2                       | MotoGP                    | Összefoglaló |
| ---- | -------- | --------------------------- | --------------------------- | ------------------------- | ------------ |
| 2018 | Misano   | Lorenzo Dalla Porta (Honda) | Francesco Bagnaia (Kalex)   | Andrea Dovizioso (Ducati) | Összefoglaló |
| 2017 | Misano   | Romano Fenati (Honda)       | Thomas Lüthi (Kalex)        | Marc Márquez (Honda)      | Összefoglaló |
| 2016 | Misano   | Brad Binder (KTM)           | Lorenzo Baldassarri (Kalex) | Dani Pedrosa (Honda)      | Összefoglaló |
| 2015 | Misano   | Enea Bastianini (Honda)     | Johann Zarco (Kalex)        | Marc Márquez (Honda)      | Összefoglaló |
| 2014 | Misano   | Álex Rins (Honda)           | Esteve Rabat (Kalex)        | Valentino Rossi (Yamaha)  | Összefoglaló |
| 2013 | Misano   | Álex Rins (KTM)             | Pol Espargaró (Kalex)       | Jorge Lorenzo (Yamaha)    | Összefoglaló |
| 2012 | Misano   | Sandro Cortese (KTM)        | Marc Márquez (Suter)        | Jorge Lorenzo (Yamaha)    | Összefoglaló |
| Év   | Helyszín | 125 cm³                     | Moto2                       | MotoGP                    | Összefoglaló |
| 2011 | Misano   | Nicolás Terol (Aprilia)     | Marc Márquez (Suter)        | Jorge Lorenzo (Yamaha)    | Összefoglaló |
| 2010 | Misano   | Marc Márquez (Derbi)        | Toni Elías (Moriwaki)       | Dani Pedrosa (Honda)      | Összefoglaló |
| Év   | Helyszín | 125 cm³                     | 250 cm³                     | MotoGP                    | Összefoglaló |
| 2009 | Misano   | Julián Simón (Aprilia)      | Héctor Barberá (Aprilia)    | Valentino Rossi (Yamaha)  | Összefoglaló |
| 2008 | Misano   | Talmácsi Gábor (Aprilia)    | Álvaro Bautista (Aprilia)   | Valentino Rossi (Yamaha)  | Összefoglaló |
| 2007 | Misano   | Mattia Pasini (Aprilia)     | Jorge Lorenzo (Aprilia)     | Casey Stoner (Ducati)     | Összefoglaló |
| Év   | Helyszín | 125 cm³                     | 250 cm³                     | 500 cm³                   | Összefoglaló |
| 1993 | Mugello  | Dirk Raudies (Honda)        | Loris Capirossi (Honda)     | Michael Doohan (Honda)    | Összefoglaló |
| 1991 | Mugello  | Peter Öttl (Rotax)          | Luca Cadalora (Honda)       | Wayne Rainey (Yamaha)     | Összefoglaló |

| Year | Track    | 80 cm³                      | 125 cm³                    | 250 cm³                     | 500 cm³                    | Összefoglaló |
| ---- | -------- | --------------------------- | -------------------------- | --------------------------- | -------------------------- | ------------ |
| 1987 | Misano   | Manuel Herreros (Derbi)     | Fausto Gresini (AGV)       | Loris Reggiani (Aprilia)    | Randy Mamola (Yamaha)      | Összefoglaló |
| 1986 | Misano   | Pier Paolo Bianchi (Seel)   | August Auinger (Bartol)    | Tadahiko Taira (Yamaha)     | Eddie Lawson (Yamaha)      | Összefoglaló |
| 1985 | Misano   | Jorge Martínez (Derbi)      | Fausto Gresini (Garelli)   | Carlos Lavado (Yamaha)      | Eddie Lawson (Yamaha)      | Összefoglaló |
| 1984 | Mugello  | Gerhard Waibel (Real)       | Maurizio Vitali (MBA)      | Manfred Herweh (Real-Rotax) | Randy Mamola (Honda)       | Összefoglaló |
| Év   | Helyszín | 50 cm³                      | 125 cm³                    | 250 cm³                     | 500 cm³                    | Összefoglaló |
| 1983 | Imola    | Ricardo Tormo (Garelli)     | Maurizio Vitali (MBA)      |                             | Kenny Roberts (Yamaha)     | Összefoglaló |
| 1982 | Mugello  | Eugenio Lazzarini (Garelli) |                            | Anton Mang (Kawasaki)       | Freddie Spencer (Honda)    | Összefoglaló |
| 1981 | Imola    | Ricardo Tormo (Bultaco)     | Loris Reggiani (Minarelli) | Anton Mang (Kawasaki)       | Marco Lucchinelli (Suzuki) | Összefoglaló |